# Aslam Rana
Aslam Rana est un homme politique canadien d'origine pakistanaise. Membre du Parti libéral du Canada, il est élu député de la circonscription fédérale de Hamilton-Centre lors des élections fédérales canadiennes de 2025.

## Biographie
Aslam Rana est un Canadien d'origine pakistanaise.
Lors des élections fédérales de 2025, il est élu député de la circonscription fédérale de Hamilton-Centre sous la bannière du Parti libéral du Canada. Il bat Matthew Green, le député sortant du Nouveau Parti démocratique, parti qui détenait le siège depuis plus de 20 ans.